# Assimilació
|  | Per a altres significats, vegeu «Assimilació (desambiguació)». |

L’assimilació és un fenomen fonètic pel qual un so de la parla exercix la seua influència articulatòria i acústica sobre un altre. Segons el tipus de canvi pot ser: palatalització, velarització, nasalització, dentalització, labialització, sonorització, ensordiment, etc.
L'assimilació es dona avui dia en català en la majoria de sons nasals i laterals, i en l'evolució de l'idioma ha donat lloc a diversos aplecs consonàntics.
Exemples:
- canvi (la n sona com una nasal bilabial [m], o labiodental en el cas dels balears, valencians o de certes zones del sud de Catalunya) — canvi de punt d'articulació
- cangur (la n sona com una nasal velar [ŋ]) — canvi de punt d'articulació
- atleta (la t sona com una lateral alveolar [l]) — canvi de mode d'articulació[2]
- ametlla (la t sona com una lateral palatal [λ]) -- canvi de mode i de punt d'articulació

L'harmonia vocàlica és un tipus d'assimilació que en algunes llengües afecta les vocals d'una mateixa paraula.